# Kees Boeke
Kees Boeke, oficialment Cornelis Kees Boeke, (Alkmaar, Holanda, 25 de setembre de 1884 – Amsterdam, 3 de juliol de 1966) fou un pedagog holandès, quàquer i impulsor del moviment pacifista.

## Biografia
Fill Jan Daniel Boeke físic i director de l'escola secundària d'Alkmaar i de Petronella Everharda Oort. Estudià enginyeria a la Universitat Tecnològica de Delft, on conegué la Societat Religiosa d'Amics, els membres de la qual són coneguts popularment com a quàquers. Formant part de l'expressió més progressista dels Amics.
En el decurs de les gestions per integrar-se com a director d'una escola de quàquers a Síria, va conèixer la seva futura esposa, Betty Cadbury. Després del seu matrimoni, els dos anar com a missioners a Síria. Retornaren cap a Anglaterra el 1914. El matrimoni tingué un fill i set filles.
Davant la situació creada per la Primera Guerra Mundial, els Boeke van prendre un posicionament actiu a favor del pacifisme. El cessament de Kees Boekeun com a professor d'ensenyament secundari va impulsar a la família a difondre el pacifisme per Alemanya, Gal·les i els Països Baixos. Creien que el capitalisme era en el fons la verdadera causa de la guerra moderna. En conseqüència van distribuir accions de la seva propietat de l'empresa Cadbury entre els treballadors de la fàbrica de Bournville a Angleterra.
Convençuts, cada cop més, que per transformar la societat era fonamental l'educació dels infants concebuda de forma integral i fonamentada en el pacifisme. Així, el 1926, Boeke fundà una escola a Bilthoven, als Països Baixos, anomenada De Werkplaats, o sia "El Taller". Era un moment en què totes les escoles privades, inclosa l'escola Montessori on van assistir els seus fills, van començar a ser subvencionades amb una quantitat de diners per nen des de l'Estat. Utilitzà el mètode Montessori ampliat amb aportacions educatives del mateix Boeke. De Werkplaats va anar obtenint reconeixement en l'àmbit nacional i internacional.. L'escola destacava per la forma creativa de fer als estudiants corresponsables del seu propi pla d'estudis, juntament amb el professorat. Juliana, la reina dels holandesos, hi envià a educar-se a les seves filles.
De Werkplaats, des de la fundació o adaptada al segle XXI, té com a fonament des de la seva fundació els ideals dels quàquers, la pedagogia activa, l'aprenentatge en grups, l'educació individualitzada i el respecte vers els altres. Es fonamenta en els principis de la sociocràcia, teoria que sustentà Boeke la qual defensa que tots els individus han de participar en la presa de decisions. Una forma d'organització que Boeke creu que cal estendre a la societat de manera que les decisions només es poguin prendre sobre la base d'un consens. Aquesta proposta social mostra com el seu pensament és inspirat en l'Evangeli i en les formes d'organització i actuació dels quàquers. Gerard Endenburg, teoritzador de la sociocràcia fou alumne de Kees Boeke.
A finals dels anys 30, amb l'arribada de la Segona Guerra Mundial, De Werkplaats va acollir de manera clandestina refugiats jueus de Polònia que fugien de la persecució nazi.
Finalitzada la Segona Guerra Mundial, viatjà pels Estats Units i per Austràlia en col·laboració amb la New Education Fellowship.
Per a Kees Boeke la seva jubilació li facilità dedicar-se plenament a l'escriptura. Publicà llibres sobre educació. També relats per a infants. El més conegut dels quals fou Visió còsmica: l'univers en 40 salts, publicat el 1957. Morí a Amsterdam el 1966.

## Obres

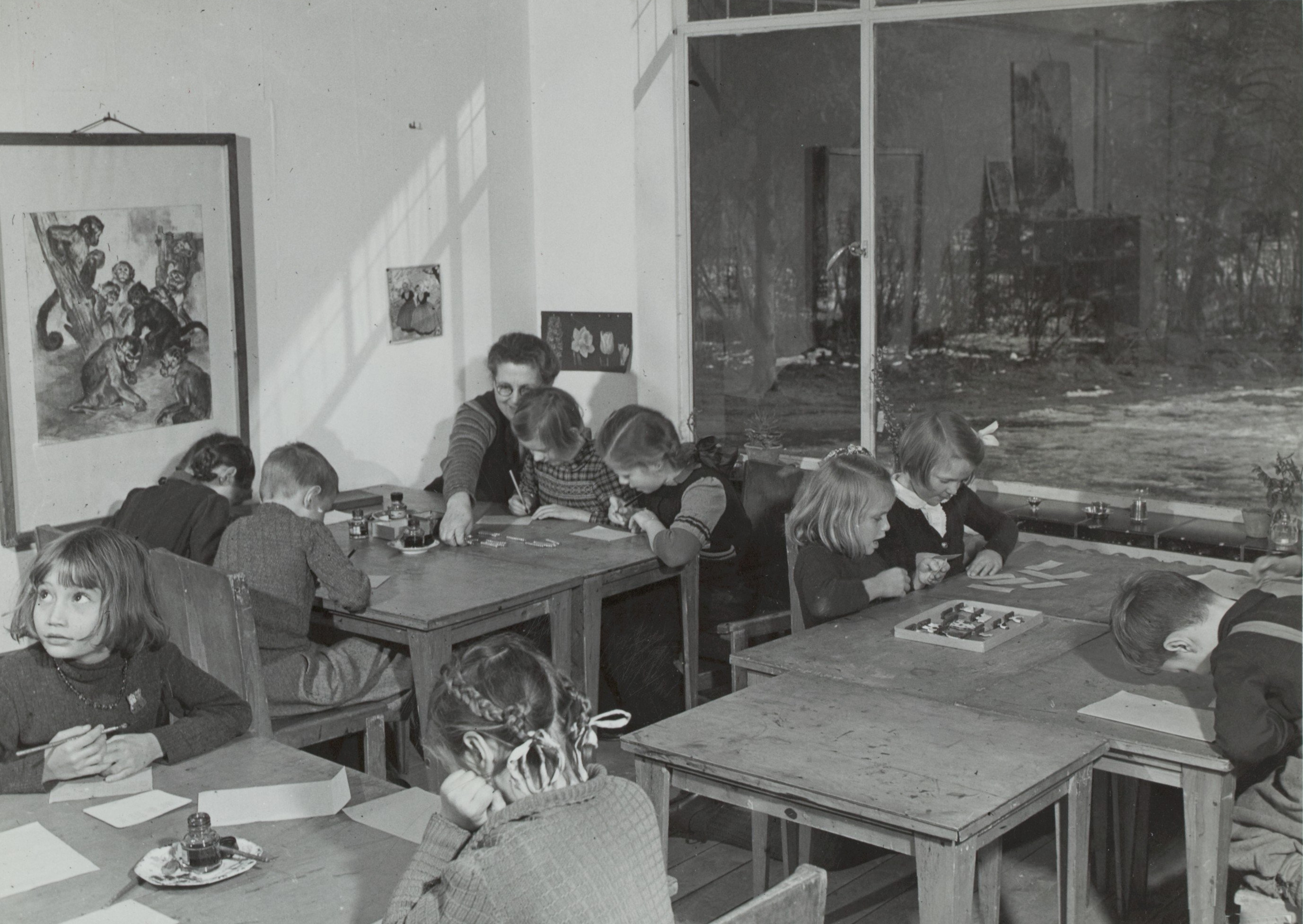
Activitats educatives a l'escola De Werkplaats creada per Kees Boeke

- Activitats educatives a l'escola De Werkplaats creada per Kees BoekeKindergemeenschap. Ervaringen en perspectieven van "De Werkplaats" te Bilthoven. (Comunitat infantil. Experiències i perspectives de "De Werkplaats" a Bilthoven). Utrecht: 1934.
- Redelijke ordening van de mensengemeenschap. (Organització raonable de la comunitat humana) Bilthoven: 1945).
- Wij in het heelal, een heelal in ons. (Nosaltres a l’univers, un univers a nosaltres). Amsterdam: 1959.